# Дубасно
Дубасно (бел. Дубасна) — деревня в Мстиславском районе Могилёвской области Белоруссии. Входит в состав Копачевского сельсовета.

## География
Деревня находится в северо-восточной части Могилёвской области, в пределах Оршанско-Могилёвской равнины, вблизи государственной границы с Российской Федерацией, у истока реки Свердёл, на расстоянии примерно 13 километров (по прямой) к северо-западу от Мстиславля, административного центра района. Абсолютная высота — 199 метров над уровнем моря.

## История
В конце XVIII века деревня входила в состав Мстиславского воеводства Великого княжества Литовского.
Согласно «Списку населенных мест Могилёвской губернии» 1910 года издания населённый пункт входил в состав Райского сельского общества Бохотской волости Мстиславского уезда Могилёвской губернии. Имелся 1 двор и проживало 15 человек (10 мужчин и 5 женщин).
До 2013 года Дубасно входило в состав ныне упразднённого Лютненского сельсовета.

## Население
По данным переписи 2009 года, в деревне проживало 29 человек.